# Бегтузун
Бегтузун — саманидский и караханидский тюркский полководец, наместник в Хорасане, Самарканде, Кеше и Худжанде с 976 по 1024 годы.

## Биография
Синан ад-давла Бегтузун происходил, из выслужившихся тюркских гулямов при дворе Саманидов. Саманидский эмир Мансур назначил его наместником Хорасана. Преемник и сын Себук-тегина Махмуд Газнави вытеснил Бегтузуна из Нишапура, после чего Бегтузун в союзе с другим сановником, Фаиком, низложили Мансура и в начале 999 года возвели на престол в Бухаре его брата Абд ал-Малика.
Свержение вельможами государя говорило об упадке власти Саманидов. Этим не замедлил воспользоваться караханид Наср бен Али, который в октябре 999 года без сопротивления занял Бухару, а Бегтузуна заключил в оковы.
Однако позже, бывший саманидский полководец Бегтузун или хаджиб Бегтузун, один из вершителей судеб государства Саманидов накануне его падения, не только пережил караханидское завоевание, но и пошел на службу к Караханидам. В разное время он был пожалован за службу такими владениями, как Киш (1008—1012 годы), Самарканд (1016—1018 годы) и Худжанд (1023—1024 годы).
Бегтузуну в Кеше и Худжанде было предоставлено одно из важнейших прав — монетная регалия, он мог проставлять свое имя и пространную титулатуру даже на серебряных монетах. Караханиды нуждались во временном сотрудничестве с саманидской служилой знатью. В 1024 году были выпущены последние известные монеты с упоминанием Бегтузуна, скорее всего он скончался.